# Robin Emig
Robin Emig (* 6. Juni 2001 in Marseille) ist ein französischer Leichtathlet, der sich auf den Stabhochsprung spezialisiert hat.

## Sportliche Laufbahn
Erste internationale Erfahrungen sammelte Robin Emig im Jahr 2019, als er bei den U20-Europameisterschaften in Borås mit übersprungenen 5,31 m die Bronzemedaille gewann. 2023 gewann er bei den U23-Europameisterschaften in Espoo mit 5,66 m die Silbermedaille hinter dem Finnen Juho Alasaari. Im Jahr darauf gelangte er bei den Europameisterschaften in Rom mit 5,65 m auf den elften Platz und im August verpasste er bei den Olympischen Sommerspielen in Paris mit 5,40 m den Finaleinzug.